# Медіашський тролейбус
Медіашський тролейбус — тролейбусна мережа в місті Медіаші в Румунії. Відкрита 23 серпня 1989 року.

## Лінії
У Медіаші 3 тролейбусні маршрути:
- T1: Gura Cîmpului - Automecanică
- T2: Gura Cîmpului - Milcov
- T3: Milcov - Automecanică

## Рухомий склад
Нині парк складається з 14 тролейбусів, які працюють на всіх трьох лініях.
Тролейбуси Renault ER100 − 7, придбані в 2005 році в Ліоні Gräf & Stift GE105/54/57A − 4 тролейбуси, придбані у 1999 році у Капфенберга Gräf & Stift OE112 M11 − 2 тролейбуси, придбані у 2002 році в Зальцбурзі NAW/Hess/ABB − 1 тролейбус, придбаний 2008 році в Б'єні Тролейбус Steyr STS 11 HU − 1, придбаний у 2002 році в Зальцбурзі
У 2016 році було придбано 3 зчленованих тролейбуси Van Hool AG300T з німецького міста Еслінген. 